# Ulrike Donat
Ulrike Donat (geboren 1956) ist eine deutsche Juristin, Rechtsanwältin, Mediatorin und Richterin. Seit 2020 ist die Juristin Richterin am Hamburgischen Verfassungsgericht.

## Ausbildung
Ulrike Donat studierte von 1975 bis 1980 Rechtswissenschaften in Hamburg und legte dort 1980 die Erste Juristischen Staatsprüfung, 1985 folgte die Zweite Juristische Staatsprüfung. Zwischen 1982 und 1985 absolvierte sie das Rechtsreferendariat am Hanseatischen Oberlandesgericht und war Personalrätin für Referendare sowie stellvertretende Vorsitzende des Personalrats.
Ulrike Donats berufliches Interesse beschränkt sich nicht auf die Rechtswissenschaft: Zwischen 1991 und 1993 nahm sie an einer berufsbegleitenden Ausbildung in humanistischer Psychotherapie teil. Ab 1991 absolvierte sie zudem eine Ausbildung und laufende Fortbildungen in Mediation, seit 2007 ist sie von der Bundesarbeitsgemeinschaft für Familienmediation und dem Bundesverband Mediation e. V. als Mediatorin anerkannt. 1998 qualifizierte sie sich zur Fachanwältin für Familienrecht.

## Beruflicher Werdegang
1985 ist die Juristin als selbständige Rechtsanwältin in Hamburg tätig, von 1993 bis 1995 arbeitete sie als Anwältin in Lüchow-Dannenberg. 1995 nahm sie ihre Tätigkeit als Mediatorin in eigener Praxis und bei der Öffentlichen Rechtsauskunftsstelle Hamburg (ÖRA) auf. Ihr Wirkungskreis umfasste diverse Fachgebiete, auch Unternehmen, Vereine, Parteien und NGOs sowie Großgruppen. Seit 2009 gibt sie ihr Wissen und ihre Erfahrung als Trainerin und Ausbildungsleiterin in der Mediationsausbildung weiter. Seit 2016 ist sie Moderatorin in Partizipationsverfahren.
Auch in politischen Gremien war die Juristin tätig: Zwischen 2010 und 2011 hatte sie die Rolle der Fraktionsreferentin für den Untersuchungsausschuss Gorleben im Deutschen Bundestag (Bündnis 90/Die Grünen) inne.
Zwischen 2015 und 2016 fungierte sie als sachverständiger Gast in der Endlagerkommission des Deutschen Bundestages zu Fragen der Öffentlichkeitsbeteiligung bei der Suche nach einem Endlager für hochradioaktive Abfälle. In einem Schreiben vom 19. Februar 2015 beendete sie ihre Tätigkeit dort unter anderem mit der Begründung, ihre Teilnahme könne oder solle sogar missbraucht werden, um „eine angebliche Beteiligung von Gorleben-Kritikern zu konstruieren“. Sie erwarte von der Arbeit der Kommission keine fruchtbaren Ergebnisse mehr.
Im Juni 2020 wurde Ulrike Donat auf Vorschlag der Fraktion der Partei Die Linke von der Hamburgischen Bürgerschaft mit 87 von 123 Stimmen zum vertretenden Mitglied an das Hamburgische Verfassungsgericht gewählt.
Zahlreiche Vortrags- und Lehrtätigkeiten in so unterschiedlichen Rechtsgebieten wie dem Sozialrecht, Polizei- und Versammlungsrecht und Familienrecht, aber auch in Mediation, Partizipation und Konfliktbearbeitung sind ebenfalls Teil des beruflichen Engagements von Ulrike Donat.

## Auszeichnungen und Ehrungen
- 2003: Werner-Holtfort-Preis für herausragende anwaltliche Leistungen zur Verteidigung der Bürgerrechte[1]

## Ämter und Mitgliedschaften
- 2009 – 2018: Mitorganisatorin der Hamburger Mediationstage und Mitglied des Vorstands der MediationsZentraleHamburg e.V. (MZH)[1]
- Seit 2000: Vorsitzende der Öffentlichen Rechtsauskunfts- und Vergleichsstelle (ÖRA)[1]
- Mitglied des erweiterten Vorstands des Republikanischen Rechtsanwältinnen- und Rechtsanwaltsvereins e.V. (RAV)[2]

## Publikationen (Auswahl)
- Polizeiliche Freiheitsentziehung: eine Anleitung zum Rechtsschutz. 2003
- Das ist mein Recht. In: Vera Sandberg: Und morgen bin ich dich los: das große Brigitte-Scheidungsbuch. Diana Verlag, München 2008, ISBN 9783453352421, S. 93–127
- Gorleben ist überall oder Goldene Regeln zum Umgang mit Bürgerbeteiligung. In: Jörg Sommer (Hrsg.): Kursbuch Bürgerbeteiligung. Deutsche Umweltstiftung, Berlin 2015, ISBN 9783942466141, S. 328–346